# Raber-Lang
Raber-Lang war eine US-amerikanische Automarke. Eine andere Quelle gibt Raber & Lang an.

## Markengeschichte
Die Raber-Lang Company bzw. Raber & Lang Company hatte den Sitz in South Bend in Indiana. Hauptprodukt waren Zementmaschinen. Im Dezember 1909 war Charles McLaughlin Superintendent. Er kündigte im gleichen Jahr die Produktion von Automobilen an. Der Markenname lautete Raber-Lang. Nach dem Ende des Jahres ist nichts mehr von einer  Fahrzeugproduktion überliefert. Insgesamt entstanden mindestens zwei Fahrzeuge.

## Fahrzeuge
Zwei Modelle standen zur Wahl. Beide hatten Zweizylindermotoren. Beim schwächeren war die Motorleistung mit 16 PS angegeben und beim stärkeren mit 20 PS.